# تشارلي كارفر
تشارلي كارفر (بالإنجليزية: Charlie Carver)‏ مواليد 31 يوليو 1988 في سان فرانسيسكو، هو ممثل أمريكي بدأ مسيرته الفنية عام 2008.

## الأعمال
- أنا مايكل
- ربات بيوت يائسات
- ذئب مراهق
- الباقون

## وصلات خارجية
- تشارلي كارفر على موقع IMDb (الإنجليزية)
- تشارلي كارفر على موقع روتن توميتوز (الإنجليزية)
- تشارلي كارفر على موقع ألو سيني (الفرنسية)
- تشارلي كارفر على موقع أول موفي (الإنجليزية)
- تشارلي كارفر على موقع قاعدة بيانات برودواي على الإنترنت (الإنجليزية)
- تشارلي كارفر على موقع قاعدة بيانات الفيلم (الإنجليزية)
- تشارلي كارفر على موقع كينوبويسك (الروسية)